# Frauenkirchen
Frauenkirchen (maďarsky Boldogasszony) je město v Rakousku ve spolkové zemi Burgenland, spadající pod okres Neusiedl am See. Nachází se asi 74 km jihovýchodně od Vídně. V roce 2018 zde žilo 2 862 obyvatel. Město se nachází nedaleko Neziderského jezera a maďarských hranic.
Městem prochází silnice B51. Sousedními městy jsou Neusiedl am See v Rakousku a Fertőd, Jánossomorja a Mosonmagyaróvár v Maďarsku. Ve městě se nachází bazilika Narození Panny Marie a františkánský klášter.